# Erde
Erde est un village de la commune de Conthey, dans le canton du Valais en Suisse. 

## Histoire

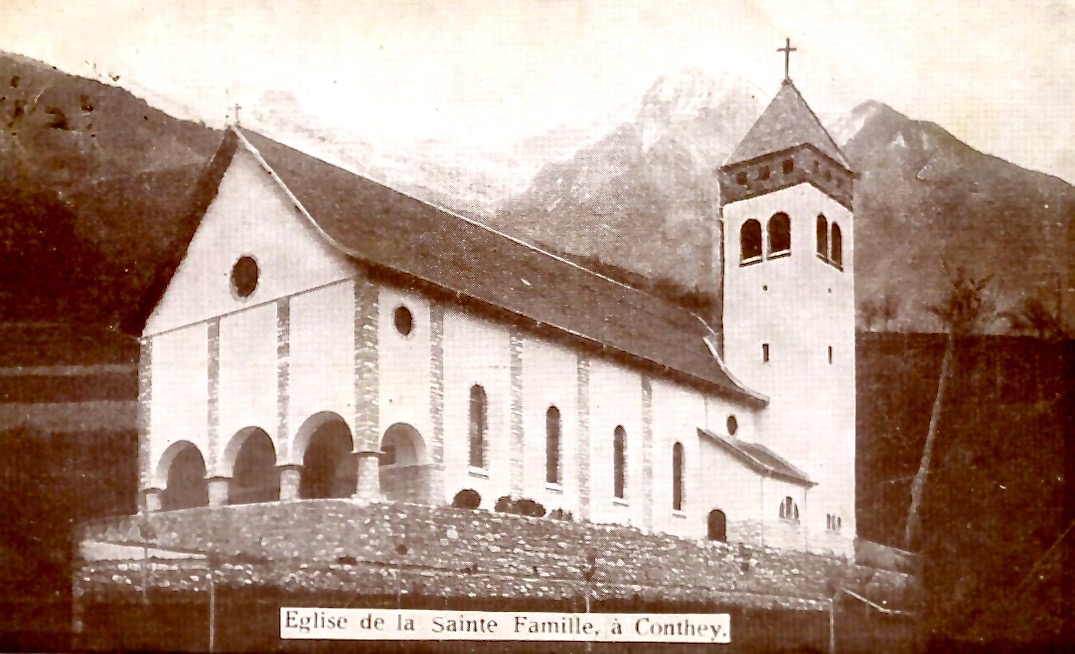
L'église paroissiale d'Erde vers 1930

Au XIVe siècle, une châtellenie est formée par le bourg de Conthey, ainsi que ses dépendances de Vétroz et Nendaz. À cette époque, il existait une majorie composée par les villages de Daillon, Aven, Erde et Premploz. Son titulaire se trouvait à Daillon d'où il commandait la troupe. La paroisse d'Erde date de 1929.

## Géographie
Le village d'Erde dépend de la commune de Conthey, située à l'ouest de Sion. Erde se trouve sur les hauteurs au nord-ouest du bourg de Conthey, sur les dernières pentes des Alpes bernoises. Erde est désormais collé au village de Premploz. Il est intéressant de noter qu'à l'origine, les deux villages étaient distincts. À mi-distance se trouvait l'église de la Sainte-Famille, qui aujourd'hui crée la « frontière » entre les deux villages qui s'embrassent. Pourtant, les habitants de Premploz et d'Erde tiennent à leur identité villageoise, qu'ils défendent souvent lors du tournoi populaire « Pécafoot ».
Au 31 décembre 2016, les deux villages ne formant qu'une seule masse d'habitations rassemblaient quelque 1 377 habitants. Avec le village d'Aven et de Daillon, ils forment les « Hauts-de-Conthey » composés de plus de 2 200 habitants (26 % de la commune de Conthey).

## Population et société

### Surnom
Les habitants de la localité sont surnommés les Broquets, soit les buissons en patois valaisan.

## Culture
Le club de foot local est le FC Erde dont la première équipe évolue en quatrième ligue et la deuxième équipe en cinquième ligue.
Chaque année, lors du dernier week-end du mois d'août, se déroule un tournoi populaire pas comme les autres. En effet le Pécafoot se démarque par le fait qu'il n'oppose pas que des équipes de foot, mais notamment de « match aux cartes » et de pétanque. Sa deuxième spécificité c'est qu'on ne peut pas y inscrire son équipe mais seulement rejoindre une des équipes fixes qui ne sont autres que... Erde, Daillon, Premploz, Aven (ainsi que Sensine, village intermédiaire entre la plaine de Conthey et les Hauts). 